# جون وارد (سياسي أمريكي، مواليد 1767)
جون وارد (بالإنجليزية: John Ward)‏ هو سياسي أمريكي، ولد في 14 فبراير 1767، وتوفي في 19 سبتمبر 1816 في نيويورك في الولايات المتحدة. انتخب عمدة تشارلستون، كارولاينا الجنوبية (1801 – 1802).